# Гватемальское песо
Гватемальское песо (исп. Peso guatemalteco) — денежная единица Гватемалы с 1859 по 1925 год.

## История
В колониальный период в обращении находились испанские континентальные и колониальные монеты. Денежной единицей был реал. С 1824 года в обращении использовались также монеты Соединённых Провинций Центральной Америки, в 1829 году чеканились провинциальные монеты. После выхода в 1839 году из состава Центральноамериканской Федерации изменений в денежном обращении не произошло, продолжали использоваться испанские, испано-американские, мексиканские монеты и монеты Федерации.
В 1851 году законным платёжным средством объявлены фунт стерлингов, доллар США, французский франк, коста-риканское песо, чилийское песо.
В 1859 году, впервые в Америке, начата чеканка монет с указанием номинала в «песо». Серебряное песо было равно 8 реалам. В 1869 и 1870 годах выпускалась серебряная монета в 25 сентимо, а в 1871 году была выпущена бронзовая монета в 1 сентаво, но основную массу монет в обращении продолжали составлять монеты в реалах и их долях.
В 1864 году начат выпуск разменивавшихся на серебро банкнот частных банков: Сельскохозяйственного ипотечного банка, Американского банка Гватемалы, Колумбийского банка, Коммерческого банка Гватемалы и др.
В 1881 году вместо серебряного монометаллизма введён биметаллизм, начата регулярная чеканка монет в сентаво, однако до 1912 года продолжалась и чеканка монет в реалах. Национальное казначейство начало выпуск банкнот, в обращении продолжали использоваться и банкноты частных банков.
В 1925 году введена новая денежная единица — кетсаль. Обмен обесценившихся песо на кетсали производился 60:1.